# Хрома (річка)
Хрома (якут. Хрома) — річка у Східному Сибіру, на Крайній Півночі Росії, протікає по території Аллаїховського улусу північно-східної частини Республіки Саха. Впадає в Хромську губу. Належить до водного басейну Східно-Сибірського моря.

## Географія
Річка бере свій початок при злитті: лівої складової — Темтекен (26 км) та правої складової — Немалак-Арангас (17 км), на висоті 88 м над рівнем моря, які в свою чергу починаються на північних схилах Полоусного кряжу на висотах 440 та 600 м, відповідно. Тече, в основному, в північно-східному напрямку, територією заболоченої Яно-Індигірської низовини, у сильно звивистому, меандровому руслі. Впадає у Хромську губу Східно-Сибірського моря (Північний Льодовитий океан).
Довжина річки — 685 км, а від витоку річки Темтекен — 711 км (69°51′43″ пн. ш. 141°38′51″ сх. д. / 69.86194° пн. ш. 141.64750° сх. д.), яка бере початок на північно-західних схилах гори Ербечиделон (725 м). Площа басейну — 19700 км². Повне падіння рівня русла від витоку до гирла становить 88 м, що відповідає середньому похилу русла — 0,13 м/км.
Швидкість течії міняється в залежності від рельєфу, і коливається від 0,7-0,3 м/с — у верхній течії до 0,6-0,5 — в середній та 0,5-0,2 м/с — в нижній. Ширина русла у верхній течії доходить до 39-70 м, при глибині до 1,2-2,5 м, в середній течії ширина доходить до 85—108 м, місцями до 150 м, при глибині — 2,5-3,0 м; в нижній течії ширина коливається від 140—180, в гирлі до 327 м, при глибині — до 3,0-3,5 м. Дно русла у верхів'ї складається із твердих ґрунтових порід та піщаних наносів, в середній та нижній течії — ґрунт дна в'язкий. Живлення снігове та дощове. Замерзає в кінці вересня, розкривається в кінці травня. Перемерзає.

## Притоки
Річка Хрома приймає понад чотири десятки приток, довжиною 10 км і більше. Найбільших із них, довжиною понад 50 км і більше — 11, із них понад 100 км — 3 (від витоку до гирла):
| Назва притоки         | Довжина,(км) | Площа водозбірного басейну, (км²) | Відстань від гирла р. Хроми, (км) | Витрата води,(м³/с) |
| --------------------- | ------------ | --------------------------------- | --------------------------------- | ------------------- |
| ← Кюргелеех (Еликчан) | 50           |                                   | 660                               |                     |
| → Буор-Юрех           | 51           |                                   | 613                               |                     |
| → Тенкелі             | 119          | 1120                              | 605                               |                     |
| → Сіліир              | 70           |                                   | 560                               |                     |
| → Киил-Бастаах        | 135          | 1420                              | 386                               |                     |
| ← Іккіех              | 61           |                                   | 322                               |                     |
| → Топордаах           | 75           | 695                               | 302                               |                     |
| → Улахан-К'юель-Сеене | 71           |                                   | 261                               |                     |
| → Юр'юнг-Уулаах       | 314          | 6210                              | 9,4                               |                     |
| → Сююр'юктеех         | 55           |                                   | 9,4                               |                     |

## Палеонтологія
У жовтні 2008 року житель села Чокурдах (Аллаїховський улус) І. Лебедєв, у нижній течії річки Хроми, на схилі правого берега знайшов заморожений труп дитинчати мамонта. Знахідка була розташована на висоті близько 9 м від рівня води і приблизно на 2 м нижче покрівлі берегового схилу. Мамонт загинув у віці 6-7 місяців. Довжина тіла становила 158,5 см, висота у холці — 60 см, вага — близько 100 кг. Вік знахідки становив понад 50 тис. років.